# 보정동
보정동(寶亭洞)은 대한민국 경기도 용인시 기흥구의 북쪽에 위치한 행정동이다. 1914년 일제강점기의 행정구역 개편 때 구흥면(駒興面)의 역촌 일부와 서변면(西邊面)의 보수원 · 이현 · 독정리를 합쳐 보수원(寶樹院)의 '보'자와 독정리(獨亭里)의 '정'자를 따서 보정리(寶亭里)라 하였다.
2005년 10월 31일 기흥읍과 구성읍을 통합하면서 기흥구청으로 개칭되었고 기존에 있던 구성읍이 4개동 (보정동, 구성동, 마북동, 어정동)으로 분동되어 기존 보정리 일원이 보정동 행정구역으로 변경되었다.

## 연혁
- 475년 고구려 장수왕 63년 구성현으로 명명
- 757년 통일신라 경덕왕 16년 거서현으로 개칭
- 940년 고려 태조 23년 용구현으로 개칭
- 1018년 고려 현종 9년 광주의 임내에 속하게 됨
- 1413년 조선 태종 13년 용구와 처인을 합쳐 용인현이라 칭함
- 1895년 고종 3년 용인현을 용인군으로 개칭
- 1914년 읍내와 동변, 서변, 수진의 3 개변을 합하여 읍삼면이라 개칭
- 1931년 읍삼면의 명칭을 구성면으로 명칭변경
- 2000년 9월 1일 구성면에서 구성읍으로 승격
- 2005년 10월 31일 기흥읍과 구성읍을 통합 기흥구청 개청,구성읍이 4개동 (보정동, 구성동, 마북동, 어정동)으로 분동되어 기존 보정리 일원이 보정동으로 행정구역 변동

## 인구

### 인구 구성
보정동의 인구는 36,410명(2019년 2월 28일 기준, 내국인)으로 용인시 전체 인구의 3.5%를 차지한다. 남자는 17,824명, 여자는 18586명이며 외국인은 209명이다. 보정동의 유소년(15세 미만 인구) 인구 비율은 16.9%로 용인시 전체 비율(16.1%)보다 높고 노인(65세이상 인구) 인구 비율도 14.8%로 용인시 전체 비율(12.2%)보다 높아 상대적으로 청장년 인구 비율이 낮게 나타난다.

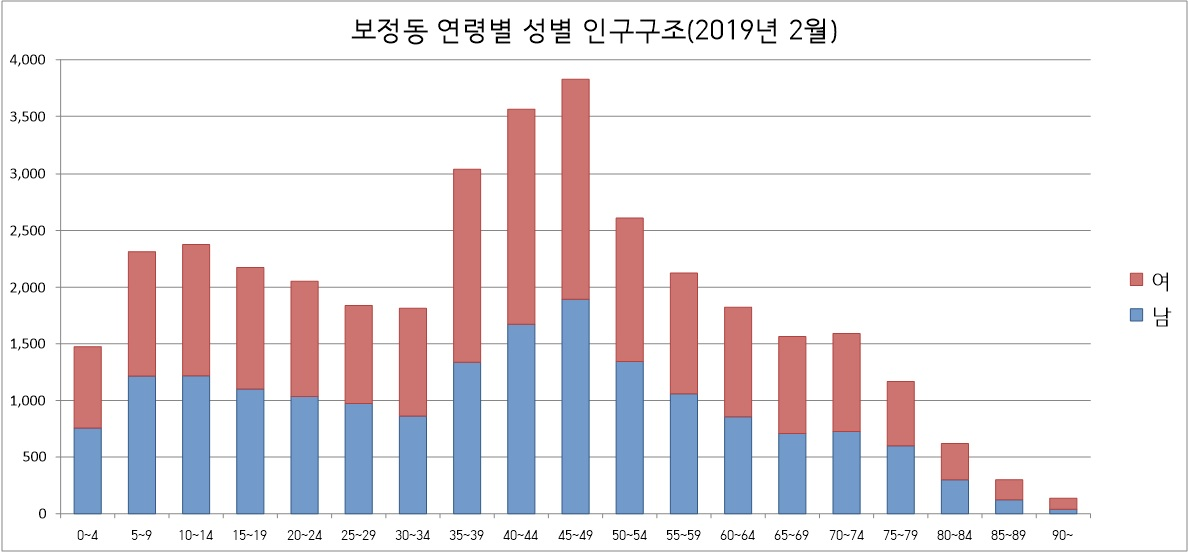
보정동 성별 연령별 인구 구조

### 산업별 종사자 현황
2014년 현재 보정동의 산업 총종사자 수는 12,218명이다. 보정동에서 가장 많은 비중을 차지하는 도매 및 소매업 종사자는 2,534명이다. 보정동에 위치한 녹십자 연구원의 영향으로 전문, 과학 및 기술서비스업 종사자(1,600명) 비중이 두번째로 높다. 세번째로 숙박 및 음식점업 종사자는 1,511명이다.

## 이름의 유래
옛날 연원부락에 조선 시대 교통수단으로 보시원(普施院)이란 역원(驛院)이 있었는데 언제부터인가 이곳에 연꽃과 나무들이 많은 탓에 연원(蓮院)마을, 보수원(寶樹院)이 되었다.
또한 옛날에 마을 앞에 따로 큰 정자가 있었는데 이씨(李氏) 성을 갖은 선비가 과거 공부를 하기 위하여 정자 밑에 움막을 짓고 공부를 하여 과거에 합격한 후 집으로 돌아가보니 노부모님들이 모두 돌아가신 나머지 폐가로 변해 있어 오갈 데 없는 이씨선비는 과거공부 하던 곳으로 돌아와 거처를 정하고 정착하여 큰 마을을 형성하였다는 이야기와 함께 마을 이름이 홀로 서있는 큰 정자나무를 배경으로 홀로 독(獨)자와 정자 정(亭)자를 사용하였으나, 일제강점기에는 '독립(獨立)'이란 말이 연상되므로 '홀로 독(獨)'자를 사용하지 못하게 하고 '두터울 독(篤)'자로 고쳐 쓰게 되었다는 설이 있어 유래가 구구하다.
하지만 크게 큰 정자가 있었다는 의미로 보정리(寶亭里)가 되었다는 설과 보수원(寶樹院)의 '보'자와 독정리(獨亭里)의 '정'자를 따서 보정리(寶亭里)가 된 설이 대세를 이룬다.
다른 유래로 현재 연원(蓮院) 마을이라 불리지만 원래 보시원이 폐지된 후 오랜 시간이 지나면서 마을에 연꽃이 많이 피는 연못이 생기게 되었는데 『신증동국여지승람』, 『동국여지지』에 기록하기를 '보시원(普施院)은 현 서쪽 10리에 있다'라고 하였고 『해동지도』에는 '보시원은 현 서쪽에 있다'라는 기록이 있지만 『여지도서』를 포함하여 이후 편찬되는 지리지나 지도에서는 보시원에 대한 기록이 나타나지 않아 보시원은 조선 후기 폐지된 것으로 보인다.
『신구대조』에는 보수원(寶樹院)이란 명칭이 서변면에 속한 마을 이름으로 처음 등장하는데 독정(篤亭)의 유래와 관련해서는 전해지는 이야기가 따로 있는데 조선 시대 마을 상류에 독을 만들던 가마터가 있어 독쟁이라고 불리던 것이 독정리가 되었다는 내용이다. 실제로 1996년 서울대학교 박물관의 지표조사를 통해 지표조사를 하면서 가마터를 발견하였고 1998년 한신대학교 박물관(권오영 교수)에 의해 확인되었으며, 그 이후 기전문화재연구원에 의해 발굴조사되었다.
현재 발견된 고려시대 도기 가마터에 대한 안내판이 설치되어 있는데 총 두 곳에 나뉘어 분포하고 있어 보정동 가마 터1과 가마 터2로 구분된다. 도기가마, 청자가마 각 1기와 석렬유구 12기가 확인되었다. 가마 터1은 보정동 산3-1번지에 있고 가마 터2는 100미터 떨어진 곳에 있다. 또한 마을 동쪽 끝자락에 조선 초기 분청사기 가마터가 있는 것으로 보아 그릇에 관계된 마을명으로 보았는데 2007년 4월 한양대학교 문화재연구소가 보정동 901-3번지 일대 개인주택 신축예정지에서 출토 유물(흑색마연토기)이라든가 축조 방식(궁륭형 천장)에서 고구려 색채가 매우 짙은 석실분 2기를 발굴하기도 하였다.
이외에도 보정동을 다르게 부르는 이름들이 전해오고 있다.
- 새터말, 원래 이곳에는 마을이 없었으나 새로 한집 두집 촌락이 형성되기 시작하면서 새로 생긴 마을이란 뜻에서 새터말이라 불리었으며 한자 표기로 신촌(新村)이 되었다.

- 소실, 부락 뒤편에 소실봉, 혹은 소수봉이라는 야산이 있어 마을을 산 이름을 따서 소실(韶室)이라 하였다. 실(室)은 곡(谷), 골, 마을, 말, 동(洞), 리(里) 등과 같이 동네를 나타내는 옛 지명이다.

- 연원, 이 마을에 보시원(普施院)이라는 역원(驛院)이 있어 역원마을이라 불리다가 자연스레 연원이 되었고 보시원이 보수원으로 변하였는데 우연치 않게 마을 안에 큰 연못이 있어 연꽃이 많다는 뜻으로 연원(蓮院)이라고 불리었다고 하나 지금은 연못이 메워지고 작은 연못이 하나 있을 뿐이다.

- 삼막곡, 옛날 이곳이 동백으로 이어지는 길목이었는데 마을안으로 삼막(蔘幕) 즉, 삼을 키우던 밭이 있어 삼밭골, 삼막골로 불리다가 밭이 없어지면서 삼막곡(三幕谷)이 되었다.

- 이현, 이 마을에서 수지면으로 통하는 뒷고개가 있는데 이 고개가 진흙 땅, 황토로 이루어져 하도 질어서 진고개라 하였으며 이를 한자로 써서 이현리(泥峴里)라고 하였다.

## 문화재 및 유적
용인 보정동 고분군은 용인시 기흥구 보정동 삼막곡 저수지 인근 해발 186m의 소실봉 남쪽 사면에 형성된 삼국시대 및 통일신라시대에 조성된 고분군으로서 지표조사 결과 80여기가 분포하고 있는 것으로 추정된다. 고분군은 6세기 후반 신라가 한강유역을 점령한 이후 조성한 10여 곳의 신라 고분군 가운데 하나이다.
특히 이곳은 신라가 한강유역을 점령한 6세기 이래 신라 멸망기인 9세기 무렵까지 장기간 조성된 각종 신라시대 고분 80여기가 밀집해 있어 충청이북지역에서 확인된 신라고분군 중 9세기말까지 장기간에 걸쳐 조성된 유적으로 삼국 및 통일신라시대의 지방통치와 관련된 중요한 유적으로 알려져 있다.

## 보정동 카페거리
보정동 카페거리는 '보정동 문화의 거리 추진위원회'가 조성되어 2009년 12월 11일 단국대학교와 경기 용인 수지 보정동 일대 상가 밀집 지역을 문화와 예술의 거리로 만들기 위해 협력과 하기로 하였고 보정동을 문화와 예술이 있는 거리로 특화시키기 위한 공동연구 및 기술개발, 인력교육, 지역사회 봉사를 위한 상호협력 등 13개 항목에 합의하여 탄생됐다. 보정동 카페거리는 분당선 죽전역 근처에 있어 죽전 카페거리로도 알려져 있는 곳이다.
이 곳은 SBS 드라마 신사의 품격(2012년 방송)의 처음과 끝을 함께 했던 의미 있는 장소이다. ‘신사의 품격’ 1회에서 서이수(김하늘)가 자신의 레드 니트 원피스 때문에 김도진(장동건)과 우연히 만날 때에 등장했던 곳으로 ‘신사의 품격’에서 장동건이 김하늘에게 로맨틱한 프러포즈를 한 곳으로 유명해졌다. 그중에서도 북카페 ‘에코의 서재’는 첫 회에서 도진이 창가에 앉아 있는 장면과 마지막 회에서 이수가 카페테라스에 앉아 도진에게 프러포즈를 받는 장면에 등장했다. 천장까지 닿는 높은 책장과 작가 움베르토 에코의 서재를 상상한 인테리어가 독특해 ‘신품’ 외에도 영화 ‘오싹한 연애’, 각종 광고에 등장하였다.
보정동 카페거리는 70여개의 상점이 입점한 가운데 각종 영화와 드라마 촬영지로 유명세를 얻어 찾는 사람이 많아 평일에도 거리가 복잡하다. 한편 카페거리 앞쪽의 보정동 삼거리에서 동쪽을 바라보면 기흥구와 수지구 경계로 수지구의 꽃메마을, 새에덴교회가 보이고 그 옆에 현대건설이 지은 ‘죽전 힐스테이트 테라스하우스’가 중세 유럽풍 건물로 숨겨져 있다. 이곳은 SBS의 드라마 ‘검사프린세스(2010년 4월 방영) ’를 통해 유명세를 탔던 곳으로 카페거리와 함께 보정동을 알리는 명소가 되고 있다. 2009년 12월 단국대학교와 보정동 단대문화의 거리 조성협약을 맺어 《보정동 단대문화의 거리》로 명칭이 변경되어 불리고 있다. 약 22,000m2 정도 면적에 동서간 200m와 남북간 120m 정도 거리로 8개 골목마다 소테마거리를 조성하였다.
특히 《보정동 단대문화의 거리》는 죽전택지개발지구의 탄천변에 형성된 문화의 거리이다. 단국대와 죽전역이 인접하여 카페와 레스토랑, 전통찻집 등이 2010년 현재 100개 점포가 영업중이다. 인근 단국대학교와 협약에 의해 단국대 학생들의 문화공연도 함께 열리고 있다. 한편 보정동에 형성된 카페거리는 보정동 탄천변에 죽전택지개발지구가 들어서면서 자연발생적으로 카페거리가 형성되어 처음에는 보정동 카페거리로 불렸다. 2014년 용인시의 대표적인 문화의 거리로 지정되었다.

## 교통
- ● 수인분당선 - 보정역

## 아파트
| 단지명                | 건설사              | 시행사                  | 주소                               | 입주        | 비고                                  |
| --------------------- | ------------------- | ----------------------- | ---------------------------------- | ----------- | ------------------------------------- |
| 솔뫼마을 현대홈타운   | 현대건설            | ㈜경성건설              | 기흥구 이현로30번길 7              | 2001년 12월 |                                       |
| 행원마을 동아솔레시티 | 동아건설산업        | 동아건설산업            | 기흥구 보정로 30                   | 2003년 3월  |                                       |
| 죽현마을 LG자이       | 엘지건설㈜          | ㈜세림엘앤디            | 기흥구 보정로 88                   | 2004년 6월  |                                       |
| 죽현마을 아이파크     | 현대산업개발        | 보정현대제1지역주택조합 | 기흥구 보정로 87                   | 2004년 7월  |                                       |
| 더샵 보정 애비뉴      | 현대건설 포스코건설 | 한국토지신탁            | 기흥구 용구대로2518번길 15 (1단지) | 2004년 9월  | '신촌마을 포스홈타운'에서 단지명 변경 |
| 더샵 보정 애비뉴      | 현대건설 포스코건설 | 한국토지신탁            | 기흥구 신촌로47번길 11 (2단지)     | 2004년 9월  | '신촌마을 포스홈타운'에서 단지명 변경 |
| 죽현마을 동원로얄듀크 | 동원개발            | 동원개발                | 기흥구 죽현로 12                   | 2006년 4월  |                                       |
| 신촌마을 상록데시앙   | 태영건설            | 공무원연금공단          | 기흥구 보정로 26                   | 2006년 9월  |                                       |
| 연원마을 금호베스트빌 | 금호산업            | ㈜일레븐건설            | 기흥구 용구대로 2442-2             | 2002년 6월  |                                       |
| 연원마을 삼성명가타운 | 삼성중공업          | 구성연합주택조합        | 기흥구 용구대로 2460               | 2002년 12월 |                                       |